# Aleksander Bardini

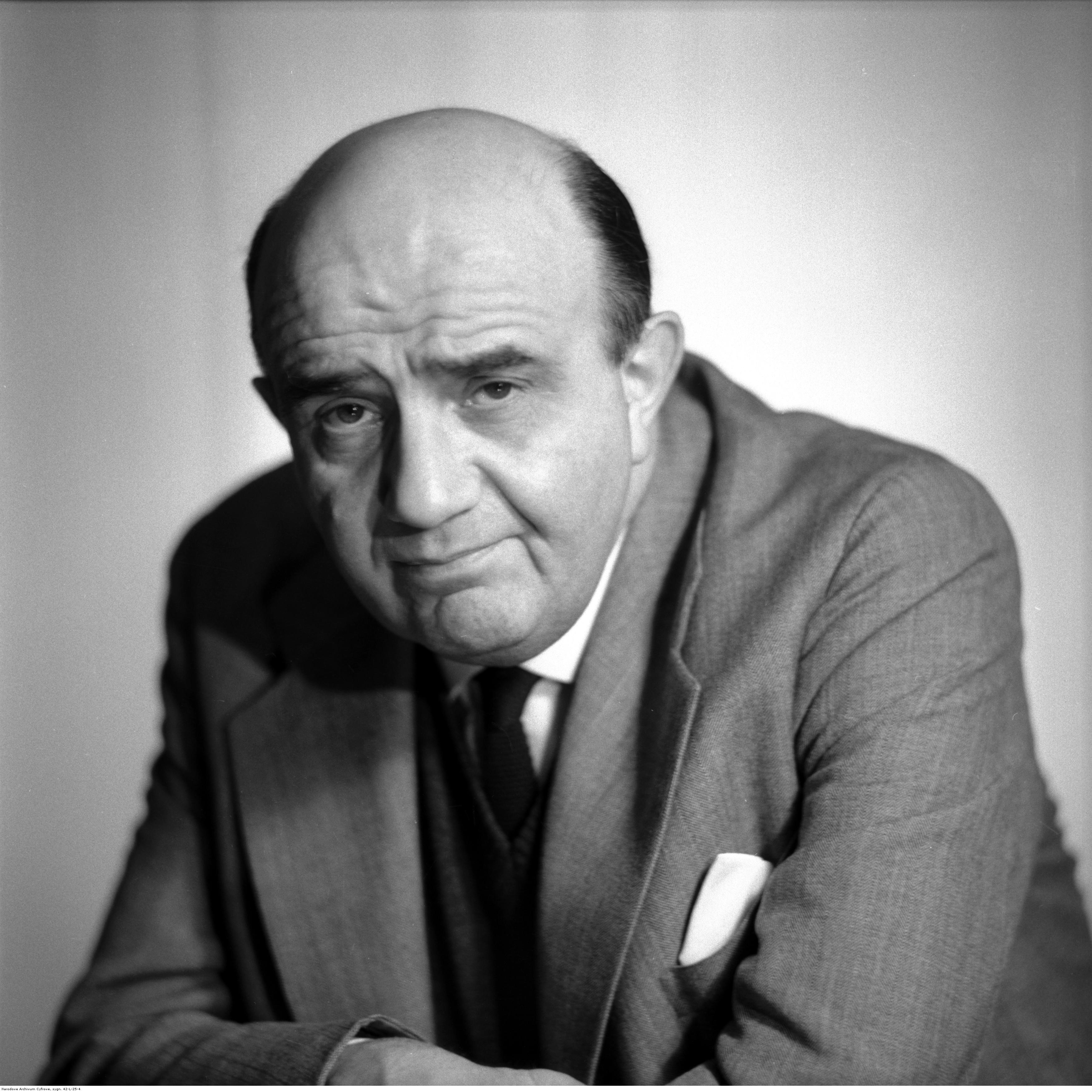
Aleksander Bardini.

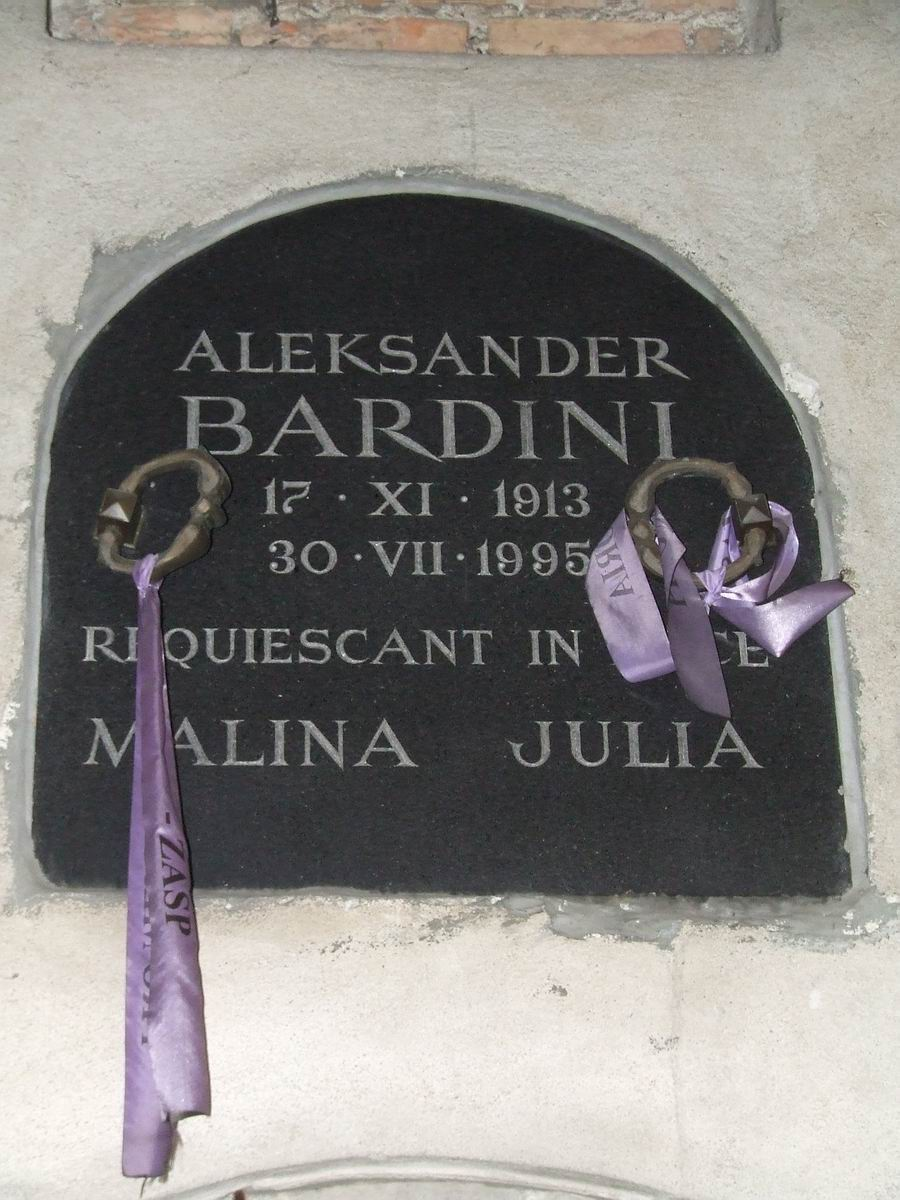
Grab von Aleksander Bardini auf dem Powązki-Friedhof in Warschau

Aleksander Bardini (* 17. November 1913 in Łódź; † 30. Juli 1995 in Warschau) war ein polnischer Schauspieler, Regisseur und Theaterpädagoge.
Aleksander Bardini studierte von 1932 bis 1935 in Warschau Schauspiel und führte auch als Schauspielschüler bereits in der Schule Regie. Vor dem Zweiten Weltkrieg spielte er in Warschau Theater, jedoch noch ohne auffälligen Erfolg. Nach Beginn des Krieges  1939 flüchtete er wie viele Intellektuelle nach Lemberg, wurde dort jedoch von der sowjetischen Okkupation überrascht. Am Lemberger Theater fand er ein neues Zuhause, spielte und führte Regie. Nach dem Krieg und der Verschiebung der polnischen Grenzen nach Westen flüchtete er mit dem polnischen Ensemble des Theaters nach Katowice. Dort übernahmen seine Schauspieler das Theater und er gründete eine Schauspielschule. Als es 1946 zu einem Pogrom durch Polen auf die jüdische Bevölkerung in Kielce kam, verließ Bardini das Land. In den USA arbeitete er mit dem deutschen Regisseur Erwin Piscator zusammen. Als dieser nach Deutschland zurückkehrte, ging auch Bardini nach Deutschland und inszenierte in München. 1950 kehrte Bardini zurück nach Polen und wurde an das Teatr Polski in Warschau engagiert, wo er bis 1957 blieb.
In dieser Zeit begann er auch als Pädagoge an der Staatlichen Schauspielschule PWST in Warschau zu unterrichten. Professor Bardini wurde zu einer Institution der Theaterkunst in Polen und blieb an der Schule bis 1978. Er inszenierte außer Theaterstücken auch Opern und bemühte sich um die gesangliche Ausbildung von Schauspielern. Im polnischen Fernsehen führte er bereits in den 1970er Jahren Shows ein, die Amateurtalenten Gesangskarrieren ermöglichten, wie es heute populär ist in Sendungen wie Deutschland sucht den Superstar. Als Pädagoge wurde er auch im Ausland geschätzt, so gab er Seminare in den USA und Schweden.
Ab Ende der 1970er Jahre arbeitete er vor allem als Pädagoge und Juror bei unterschiedlichen Festivals. Vor allem das alljährliche Chansonfestival von Breslau wurde von ihm bis an sein Lebensende geprägt. Nebenbei hatte er zahlreiche Gastauftritte in Filmen. Zuletzt war er in dem deutschen Low-Budget-Film Auf Wiedersehen Amerika von Jan Schütte 1994 zu sehen. Hier stand er gemeinsam mit Christa Berndl, Zofia Merle, George Tabori und Otto Tausig vor der Kamera.

## Filmografie (Auswahl)
- 1962: Morgen: Premiere (Jutro premiera)
- 1977: Der Fall Gorgonowa (Sprawa Gorgonowej)
- 1978: Spirale (Spirala)
- 1984: Ohne Ende (Bez końca)
- 1984: Bariton (Baryton)
- 1988: Dekalog, Zwei (Dekalog II)
- 1988: Dekalog, Vier (Dekalog IV)
- 1991: Die zwei Leben der Veronika (La Double vie de Véronique)
- 1992: Der Klang der Stille (The Silent Touch)
- 1993: Drei Farben: Weiß (Trzy kolory)